# 立山町立立山中央小学校
立山町立立山中央小学校（たてやまちょうりつ たてやまちゅうおうしょうがっこう）は富山県中新川郡立山町にある公立小学校。

## 概要
立山町で最も生徒数が多く昭和50年代には1,000人を超えた時期があったが現在600人程度となっている。校歌に白い花の「こぶし」が歌われている。
当初立山町の小学校15校を中学校と同様１つに統合する案があったが、五百石、下段、大森の３校統合案から五百石、下段の２校統合に変更となり、創立後に大森小学校も統合される。
旧校舎北庭には「こぶし」、旧グランド南側に八重桜が植えられていた。旧校舎屋上には天体ドーム、旧体育館ステージ裏には雛壇席の音楽室があったが、劇場の様にステージ両袖からバックヤード（音楽室側）に直接行くことは出来なかった。
少子化により2033年（令和15年）には本校を含め2校に集約される見込みであり、少子化対策が急務となっている。

## 沿革
創立前
- 1819年（文政2年）- 十村（とむら）役 朽木兵左衛門が藩の許可を得て高原野荒れ地の開墾に着手、松本開(まつもとびらき)と称される。五百石の地名は出来した石高に由来すると伝えられている。
- 1858年（安政5年）- 地震による大鳶山等の土砂が常願寺川上流をせき止め大洪水が発生[6]。常願寺川左岸被災農民（現：富山市）が高原野に引越し開拓（現在の立山中央小学校南側農地、引越向新庄、引越一本木）。
- 1872年（明治5年）- 松本開の寺子屋に松本小學校（生徒数60余名）、大森の寺に格知小學校創立[7]。
- 1877年（明治10年）6月13日- 向新庄小學校を松本小學校より離れ借揚民家に設立（校下戸数92戸）[8]。
- 1884年（明治17年）- 向新庄小學校廃校、榎小學校設立（民宅仮校舎）[8]。
- 1885年（明治18年）- 松本小學校校舎新築。生徒数120名。
- 1886年（明治19年）- 松本致遠小學校校に改称。尋常科4学年、簡易科3学年設置。
- 1887年（明治20年）- 簡易榎新小學校設立[8]。
- 1890年（明治23年）
  - 松本致遠小學校、小學校令改正により簡易科廃止。
  - 下段簡易小学校設立[8]。
- 1892年（明治25年）- 松本尋常小學校に改称[7]。下段簡易小學校廃校、下段尋常小學校設置[7]。
- 1889年（明治22年）4月1日 - 町村制施行に伴い上新川郡松本開、前沢新村、野口新村、本郷島村、西芦原新村、大窪新村、手屋村、宮成新村、貫田村が合併し、五百石町が発足。
- 1901年（明治34年）- 五百石尋常高等小學校創立[7]。
- 1919年（大正8年）- 下段尋常小学校に2年生の高等科を設置し、下段尋常高校小学校に改称。
- 1927年（昭和22年）- 学校教育法制定により五百石小学校、下段小学校、大森小学校となる。
- 1951年（昭和26年）- 五百石小学校プール完成[9]。
- 1954年（昭和29年）1月10日 - 1町5村（雄山町・上段村・釜ヶ淵村・立山村・東谷村・利田村）が合併し立山町となる。

創立以降
- 1959年（昭和34年） - 五百石小学校と下段小学校を統合し立山中央小学校創立。この時点では旧五百石小学校は北部教場、旧下段小学校は南部教場と呼ばれていた[10]　統合後、旧下段小学生は、下段駅から榎町駅まで電車通学を行う。
- 1960年（昭和35年）7月 - 立山中央小 第１期工事完成[11]。
- 1961年（昭和36年）3月 - 立山中央小 第２期工事完成[12]。
- 1961年（昭和36年）5月 - 天体望遠鏡設置[13]。
- 1961年（昭和36年）12月13日 - 雄山中学校出火。雄山中1年生は立山中央小学校北部教場、2年生は同南部教場を仮校舎とする。
- 1962年（昭和37年）1月10日 - 立山中央小 完工式[14][15][10]旧五百石小学校は、後に立山町役場および立山町民会館となった[16]。
- 1966年（昭和41年）11月 - 県内で集団赤痢発生[17]。
- 1967年（昭和42年）4月1日 - 大森小学校を統合[10]。
- 1970年（昭和45年）6月 - 第１回卒業生の寄付により日時計設置[18]。
- 1997年（平成9年）- 25ｍ×17m 10m×10mの新プール竣工。
- 2007年（平成19年）10月18日 - 新体育館竣工 1周120m走路有り、ステージ奥の壁はガラス張りで立山連峰を望むことが出来る[19]。
- 2009年（平成21年）- 旧校舎北側校庭に埋めた30年前のタイムカプセル掘り起こし[20]。
- 2011年（平成23年）4月5日 - 立山町学校給食センター稼働。炊飯米に100％立山産米を使用[21]。
- 2012年（平成24年）9月3日 - 鉄筋3階建て新校舎竣工[22]。
- 2013年（平成25年）5月28日 - 人工芝グランド完成（県内2校目）100ｍ6レーン走路,周回走路はゴムチップ舗装（砂塵対策）[23]。
- 2014年（平成26年）- 立山町の小学校と中学校 授業時間の確保と学力向上のため、5日間夏休みを短縮[24]。
- 2019年（令和元年）- 60周年記念式典、運動会で60周年記念競技実施。
- 2022年（令和4年）11月 - 世界的な小麦不足により立山町産米粉パンを提供[25]。
- 2023年（令和5年）
  - 4月7日 - 新入生90名、約3割が子育て支援無償支給リックサックで登校[26]。2～4年生は教室からオンラインで入学式に参加。
  - 9月 - 学校給食に、ストローが無くても飲みやすい、新しい牛乳パック導入[27]。

## 通学区域
五百石、前沢、前沢新町、西芦原、本郷島、野口、大窪、道新、宮成、大石原、草野、手屋、新堀、前沢新町、榎、大窪開、坂井沢、日俣、貫田、向新庄、古川、大島、川原木、一本木、下段、上金剛寺、金剛寺、柿の木沢、米沢、西大森、三ツ塚新、泊新、東大森、大清水、高原八ツ屋、蔵本新、半屋、上鉾木・道源寺・利田の一部

## オンライン授業
2020年9月　国の「GIGAスクール構想」により立山町全児童にWindows note端末 1910台配布
- 2023年1月25日　10年に1度の寒波(富山市最低気温-5.7°)により県内196校で休校。中央小オンラインで健康観察、課題を伝達。

## 校外授業
- 遠足
  - 昭和30年代は大川寺遊園であったが、北陸新幹線2015年開業後の2022年には金沢（石川歴史博物、金沢城、兼六園）へ行くことが可能となる。

- スキー
  - 芦峅寺スキー場閉鎖後は立山山麓スキー場が使用されている（5年生）。2023年スキーとスノーボードの選択が可能となる。

- 立山登山
  - 1964年（昭和39年）6月美女平-室堂間の自動道路開通後は日帰り登山が可能となり、日帰り登山が行われた。（室堂から標高差550m弱）（6年年）

- 来拝山登山(899m)
  - 国立立山少年自然の家から標高差280m弱（4年生）

## 生徒数
旧五百石小学校と旧下段小学校が統合し、その後、旧大森小学校と統合。
現在立山町小学生の約半数が立山中央小学校となっている。
| 西暦   | 和暦     | 生徒数 | 備考                   | 参照   |
| ------ | -------- | ------ | ---------------------- | ------ |
| 1959年 | 昭和34年 | 223人  | 五百石、下段小学校統合 | [ 29 ] |
| 1967年 | 昭和42年 | 900人  | 大森小学校統合         | [ 29 ] |
| 1979年 | 昭和54年 | 1019人 | 増築校舎竣工           | [ 29 ] |
| 2006年 | 平成18年 | 714人  |                        | [ 30 ] |
| 2007年 | 平成19年 | 696人  | 新体育館竣工           | [ 30 ] |
| 2008年 | 平成20年 | 683人  |                        | [ 30 ] |
| 2009年 | 平成21年 | 658人  |                        | [ 30 ] |
| 2010年 | 平成22年 | 633人  |                        | [ 31 ] |
| 2011年 | 平成23年 | 620人  |                        | [ 31 ] |
| 2012年 | 平成24年 | 605人  | 新校舎竣工             | [ 31 ] |
| 2013年 | 平成25年 | 591人  | 人工芝グランド完成     | [ 31 ] |
| 2014年 | 平成26年 | 591人  |                        | [ 32 ] |
| 2015年 | 平成27年 | 586人  |                        | [ 32 ] |
| 2016年 | 平成28年 | 592人  |                        | [ 32 ] |
| 2017年 | 平成29年 | 587人  |                        | [ 32 ] |
| 2018年 | 平成30年 | 611人  |                        | [ 32 ] |
| 2019年 | 令和元年 | 608人  | 創立60周年             | [ 32 ] |
| 2020年 | 令和2年  | 587人  |                        | [ 33 ] |
| 2021年 | 令和3年  | 567人  |                        | [ 34 ] |
| 2022年 | 令和4年  | 563人  |                        | [ 34 ] |

## 過去にあったイベント
- どんど焼き - 1965年1月が最後と思われる[独自研究?]。
- 子供預金 - 1964年頃を最後に廃止、毎月100円以上積立て
- 自転車通学実技試験 - 1969年頃（旧体育館でのスラローム課題で、ポールの間隔が狭く通過不可であった）
- 水泳能力測定 - 1970年頃、泳力の有るものは昼食も食べずに遠泳を継続出来た。

## 防災・環境対策
- 建物識別番号　14-21　(屋上表示番号)
- 太陽光発電　　有 10KW
- 富山県ドクターヘリランデブーポイント：立山町民グラウンド（雄山中学校旧グランド）
- 避難所解錠 マイナンバーカードで開錠2024年6月28運用開始（町内7つの小中学校）[35]

## 進学先
- 立山町立雄山中学校 - 西隣にある。